# Алоїз Леффлер
Алоїз Леффлер (нім. Alois Loeffler (Löffler); пол. Alojzy Loeffler (Löffler); 9 лютого 1769, Інсбрук — 12 травня 1842, Ґрац) — церковний діяч, священник Товариства Ісуса, педагог, проповідник, місіонер, провінціал Галицької провінції єзуїтів у 1828–1831.

## Життєпис
Алоїз Леффлер народився 9 лютого 1769 року в Інсбруці. 1 листопада 1788 року вступив до Товариства Ісуса на новіціят в Полоцьку і в 1790–1794 роках вивчав богослов'я в Полоцькому колегіумі. Висвячений на священника в 1793 році. Після студій викладав німецьку мову в Мстиславському єзуїтському колегіумі (1794–1795), працював як проповідник в Орші, Мстиславі і Полоцьку, був місіонарем в Краснополю на саратовських місіях (1803–1804), в Лібенталі (1804–1806) і Йозефсталі (1806–1807) на одеських місіях. У 1808–1815 роках був проповідником німецькою мовою в Петербурзі, а потім у 1816–1820 роках духівником дому в Ужвальді (нині Ізвалта в Краславському краї Латвії).
Після вигнання єзуїтів з Російської імперії (1820) виїхав до Австрії і старався у віденського двору про дозвіл на перебування і служіння єзуїтів у Австрійській імперії. У 1822 році прибув до Галичини; духівник домів у Тухові (1822–1823) і Тернополі (1823–1825), прокуратор Галицької провінції єзуїтів із осідком у Відні (1825–1828), провінціал Галицької провінції (1828–1831), інструктор ІІІ пробації в Тернополі (1831–1832) та духівник тернопільського дому (1832–1839). У 1839 році виїхав на лікування до м. Ґрац, де помер 12 травня 1842 року.